# 荻山恭平
荻山 恭平（おぎやま きょうへい、1974年10月14日 - ）は、NHKのアナウンサー。

## 人物
愛媛県松山市出身。愛媛県立松山東高等学校を経て、私立松山大学を卒業後、1997年（平成9年）4月に入局。

## 嗜好・導話
- 愛媛県立松山東高等学校では、サッカー部に所属。
- 徳島ヴォルティスのJ1昇格を記念し、2014年に出版された「徳島ヴォルティス栄光への軌跡」[2]では、証言者の一人として寄稿している。
- サッカーに関連した人物のインタビュー番組なども制作。
- 西日本での任地が多く、出身地である四国地方においては高知以外の3県での勤務経験がある。
- 山口放送局時代は、2019年6月より田中秀喜の後任として、高松放送局時代に引き続き放送部副部長を務めた。

## 現在の担当番組
- 愛媛県・四国地方のニュース[注釈 1]
- おはよう四国（不定期）
- ひめポン!645（不定期）
- ひめポン!845（不定期）
- ホッと!四国 [3]（パーソナリティとして不定期出演）

## 過去の担当番組・業務
徳島放送局時代
- 徳島県のニュース・中継・リポート
- 情報交差点とくしま（キャスター）

松山放送局時代（1度目）
- 愛媛県・四国地方のニュース・中継・リポート
- えひめ845（不定期）
- おはよう四国（キャスター[注釈 2]）

鹿児島放送局時代（2006年度 - 2010年7月）
- 鹿児島県のニュース・中継・リポート
- ニュース845かごしま（不定期）
- ホリデーインタビュー　サッカーレフェリー・上川徹（2007年2月12日）[注釈 3]。
- 鹿児島発ラジオ深夜便 （2007年8月24日）（アンカー）
- 南の文芸館 第5回（2007年9月24日）[注釈 4]。
- 博多屋台 こまっちゃん（2010年5月26日）[注釈 5]。

ラジオセンター時代（2010年8月 - 2013年7月）
- 復興は笑顔から 震災から立ち上がったフラガールの半年（2011年11月3日）[注釈 6]。
- 希望の種を蒔きたい（2013年3月10日）[4]。
- 行くぞロンドン! 熱く戦え日本のアスリートたち（2012年4月30日）[5]（番組キャスター）
- ロンドンオリンピック　現地ラジオリポーター

東京アナウンス室時代（2013年8月 - 2014年6月）
- ラジオ深夜便　戦争・平和インタビュー「生きてこそ命　戦争孤児経験者　山田清一郎」（2013年8月13日）聞き手。
- インタビューここから 漫画家・高橋陽一（2014年3月21日）[注釈 7]聞き手。
- インタビューここから　パラアスリート　佐藤真海（2014年4月29日）制作

高松放送局時代（2014年7月 - 2017年6月）
- 放送部副部長
- 高松放送局制作番組の編集責任者
- ゆう6かがわ（編集責任）
- 845かがわ（不定期）
- NHKニュースおはよう香川（不定期）
- 香川県のニュース

山口放送局時代（2017年6月 - 2020年度）
- 放送部副部長（2019年6月-2021年3月）
- 情報維新!やまぐち（編集責任）
- ひるまえ直送便・山口（編集責任）
- 山口放送局制作番組の編集責任者
- 山口県のニュース
- 情報維新!やまぐち845（不定期）
- おはよう山口（不定期）
- 中国!ちゅーもく!ラジオYAMAGUTIC（2018年11月9日）[6]
- J2レノファ山口実況[7]
- 緊急報道（山口放送局発）

松山放送局時代（2度目）（2021年度 - ）
- 松山発ラジオ深夜便（アンカー：2023年3月23日 - 24日）
- 「ら♪ら♪ら♪ラジオです ラジオ3局合同特別番組 」